# ماهی مرکب و نهنگ
ماهی مرکب و نهنگ (به انگلیسی: The Squid and the Whale) فیلم درام آمریکایی به کارگردانی و نویسندگی نوآ بامباک محصول ۲۰۰۵ است. وس اندرسن تهیه‌کننده این فیلم است. این فیلم داستان نیمه اتوبیوگرافیک دو پسر در بروکلین را روایت می‌کند که با طلاق والدین خود در سال ۱۹۸۶ مواجه شده‌اند. نام فیلم از  ژرفانمای ماهی مرکب غول‌پیکر و نهنگ عنبر واقع در موزه تاریخ طبیعی آمریکا که در فیلم دیده می‌شود، گرفته شده است. 
این فیلم در جشنواره فیلم ساندنس ۲۰۰۵، برنده جوایز بهترین کارگردانی دراماتیک و فیلمنامه‌نویسی و نامزد جایزه بزرگ هیئت داوران شد. همچنین بامباک نامزد جایزه اسکار برای بهترین فیلم‌نامه غیراقتباسی شد. این فیلم شش نامزدی جایزه ایندیپندنت اسپیریت و سه نامزدی گلدن گلوب را دریافت کرد. بامباک یکی از معدود فیلمنامه‌نویسانی شد که تاکنون جوایز چهارگانه بزرگ منتقدان (انجمن منتقدان فیلم لس آنجلس، هیئت ملی بازبینی فیلم، انجمن ملی منتقدان فیلم و حلقه منتقدان فیلم نیویورک را دریافت کرده است.

## نظر منتقدان
به انتخاب نشریهٔ «ویلج وویس»، فیلم ماهی مرکب و نهنگ در ردهٔ هفتم بهترین فیلم‌های سال ۲۰۰۵ قرار گرفت. همچنین، با آرای منقّدانِ این نشریهٔ معتبر، فیلمنامهٔ این فیلم (نوشتهٔ نوآ بامباک) عنوان بهترین فیلمنامهٔ سال، و جف دانیلز، لورا لینی و اوون کلاین به‌ترتیب رتبه‌های سوم، هفتم و نهم بهترین بازیگران سال ۲۰۰۵ را به‌دست آوردند. همچنین کاندیدای اسکار بهترین فیلمنامه غیر اقتباسی در سال ۲۰۰۶ شد.

## بازیگران
- جف دانیلز در نقش برنارد برکمن
- لورا لینی در نقش جوآن برکمن
- جسی آیزنبرگ در نقش والت برکمن
- اوون کلاین در نقش فرانک برکمن
- آنا پاکوین در نقش لی‌لی
- ویلیام بالدوین در نقش ایوان
- هالی فایفر در نقش سوفی گرینبرگ
- کن لئونگ در نقش درمانگر مدرسه
- دیوید بنگر در نقش کارل
- آدام رز در نقش اتو
- پیتر نیومن در نقش آقای گرینبرگ
- پگی گورملی در نقش خانم گرینبرگ
- گرتا کلاین در نقش گرتا گرینبرگ
- ماریان پلانکت در نقش خانم لیمون
- الکساندرا داداریو در نقش دختر زیبا